# Cumbres Mayores
Cumbres Mayores ist ein Ort und eine Gemeinde (municipio) mit 1.729 Einwohnern (Stand: 2024) im Nordosten der südspanischen Provinz Huelva in der Autonomen Gemeinschaft Andalusien.

## Lage
Cumbres Mayores liegt auf einer Anhöhe im Naturpark der Sierra de Aracena etwa gut 110 km (Fahrtstrecke) nordnordöstlich der Hafenstadt Huelva in einer Höhe von ca. 695 m. Das Klima im Winter ist gemäßigt, im Sommer dagegen warm bis heiß; die geringen Niederschlagsmengen (ca. 574 mm/Jahr) fallen – mit Ausnahme der nahezu regenlosen Sommermonate – verteilt übers ganze Jahr.

## Bevölkerungsentwicklung
| Jahr      | 1970  | 1980  | 1990  | 2000  | 2010  | 2020  |
| Einwohner | 4.058 | 2.543 | 2.230 | 2.060 | 1.902 | 1.736 |

Der deutliche Bevölkerungsrückgang in der zweiten Hälfte des 20. Jahrhunderts ist im Wesentlichen auf die Mechanisierung der Landwirtschaft und den damit einhergehenden Verlust an Arbeitsplätzen zurückzuführen.

## Sehenswürdigkeiten
- Reste der Burg von Sancho IV., 1293 erbaut
- Michaeliskirche (Iglesia de San Miguel Arcángel)
- Kapelle Mariä Erwartung (Iglesia de Nuestra Señora de la Esperanza)
- Kapelle der Heiligen Jungfrau der Hilflosen (Ermita de Nuestra Señora del Amparo)
- Ruine der Magdalenenkapelle
- Reste des Franziskanerkonvents

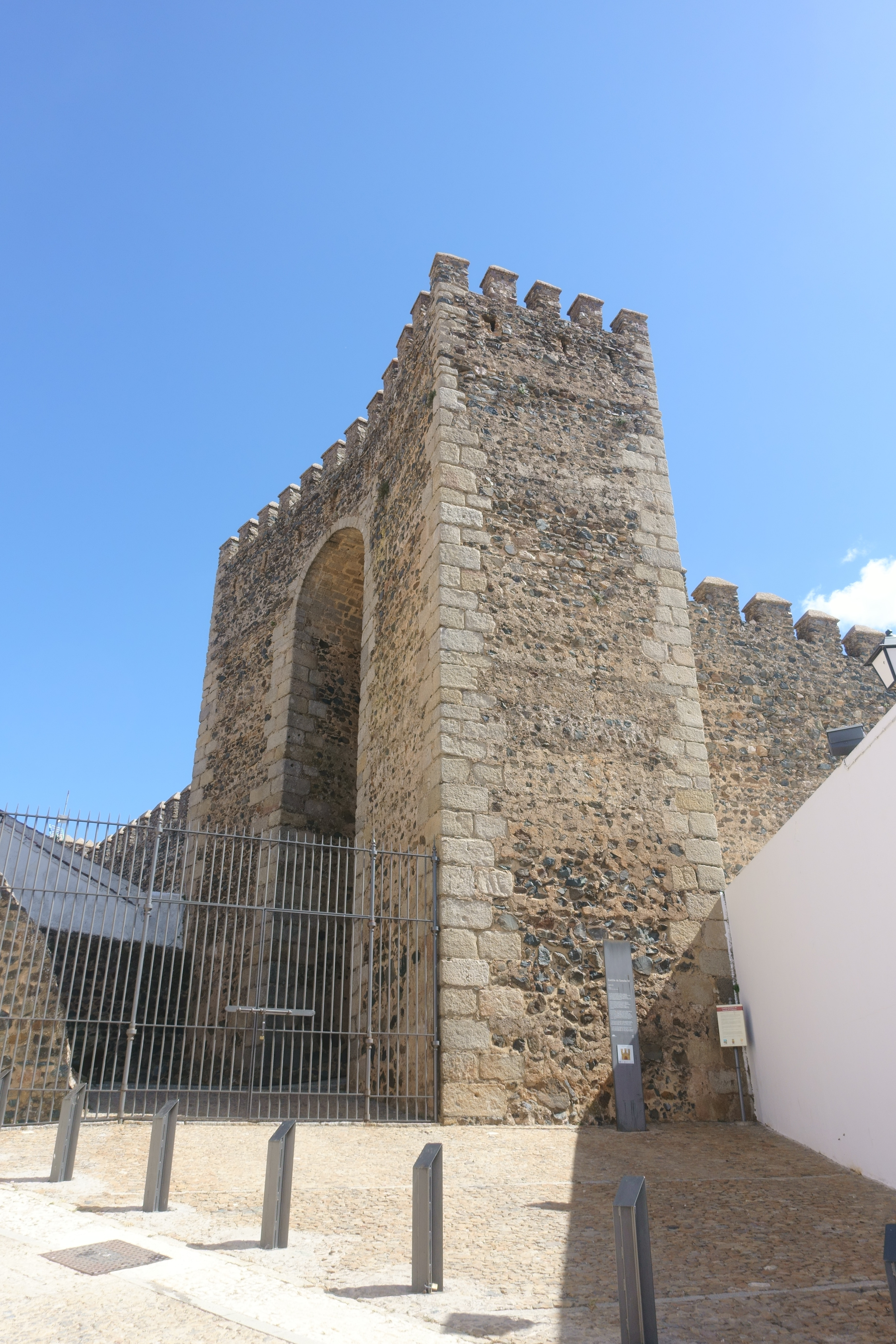
Mauerreste der Burg von Sancho IV.
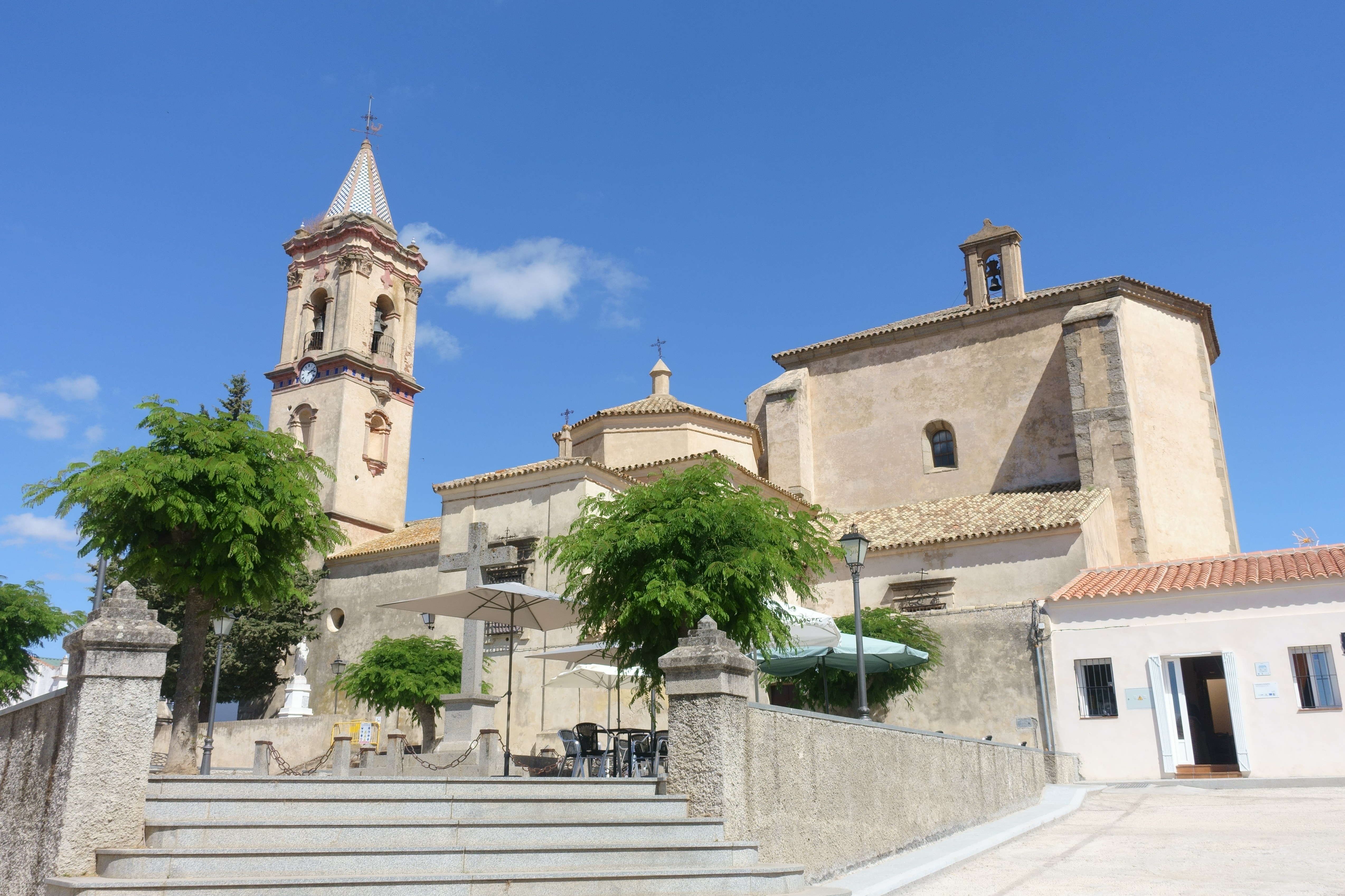
Michaeliskirche
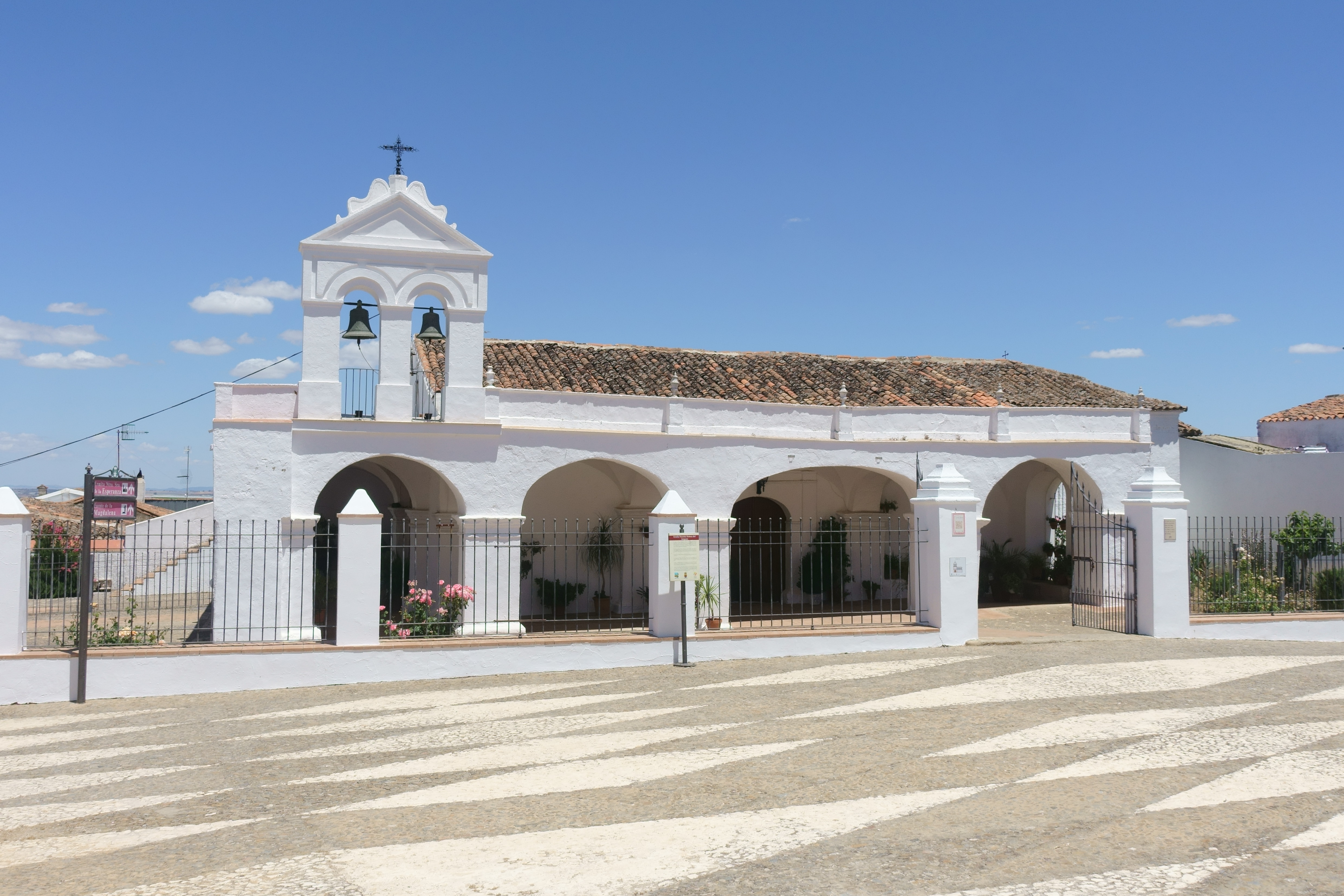
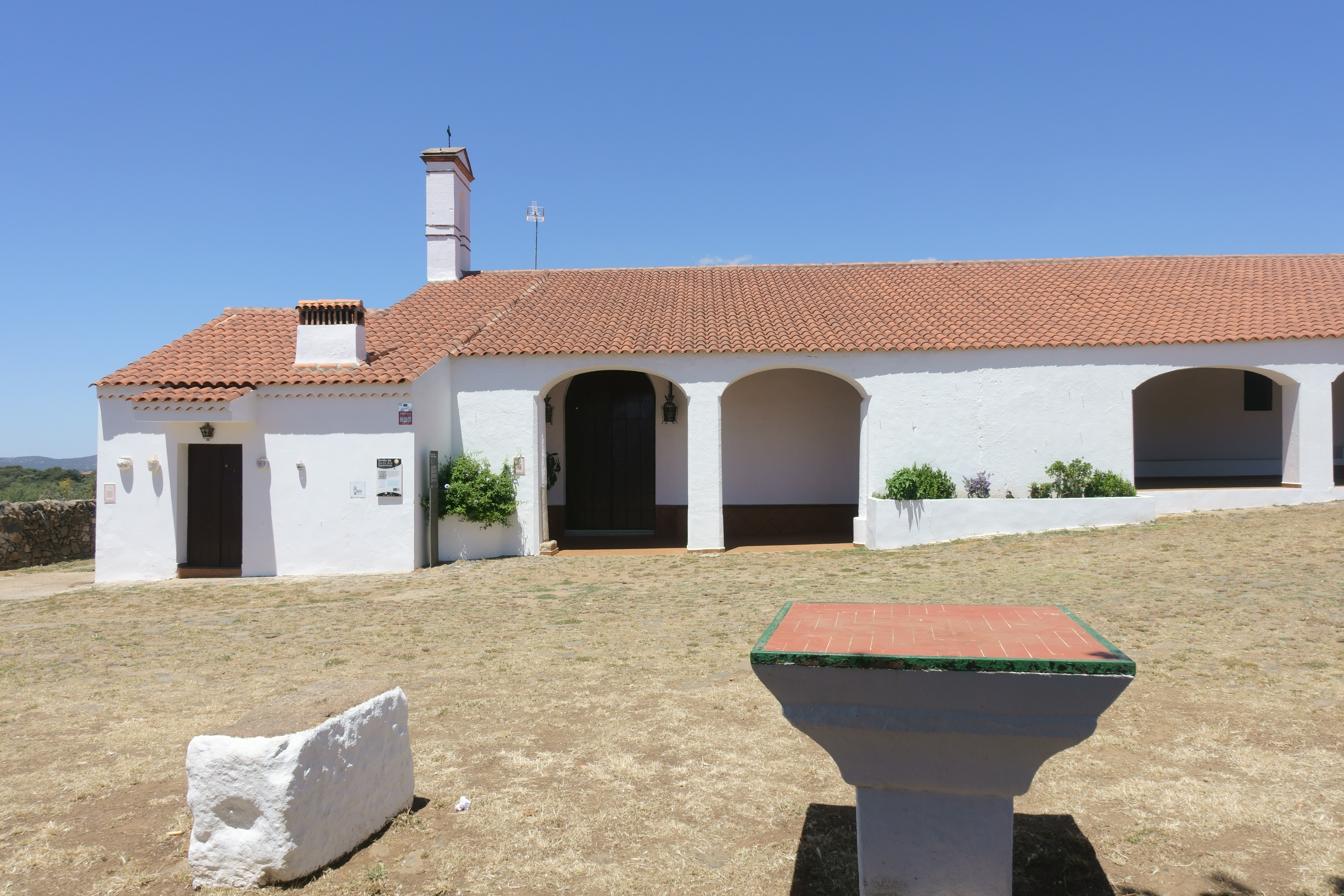
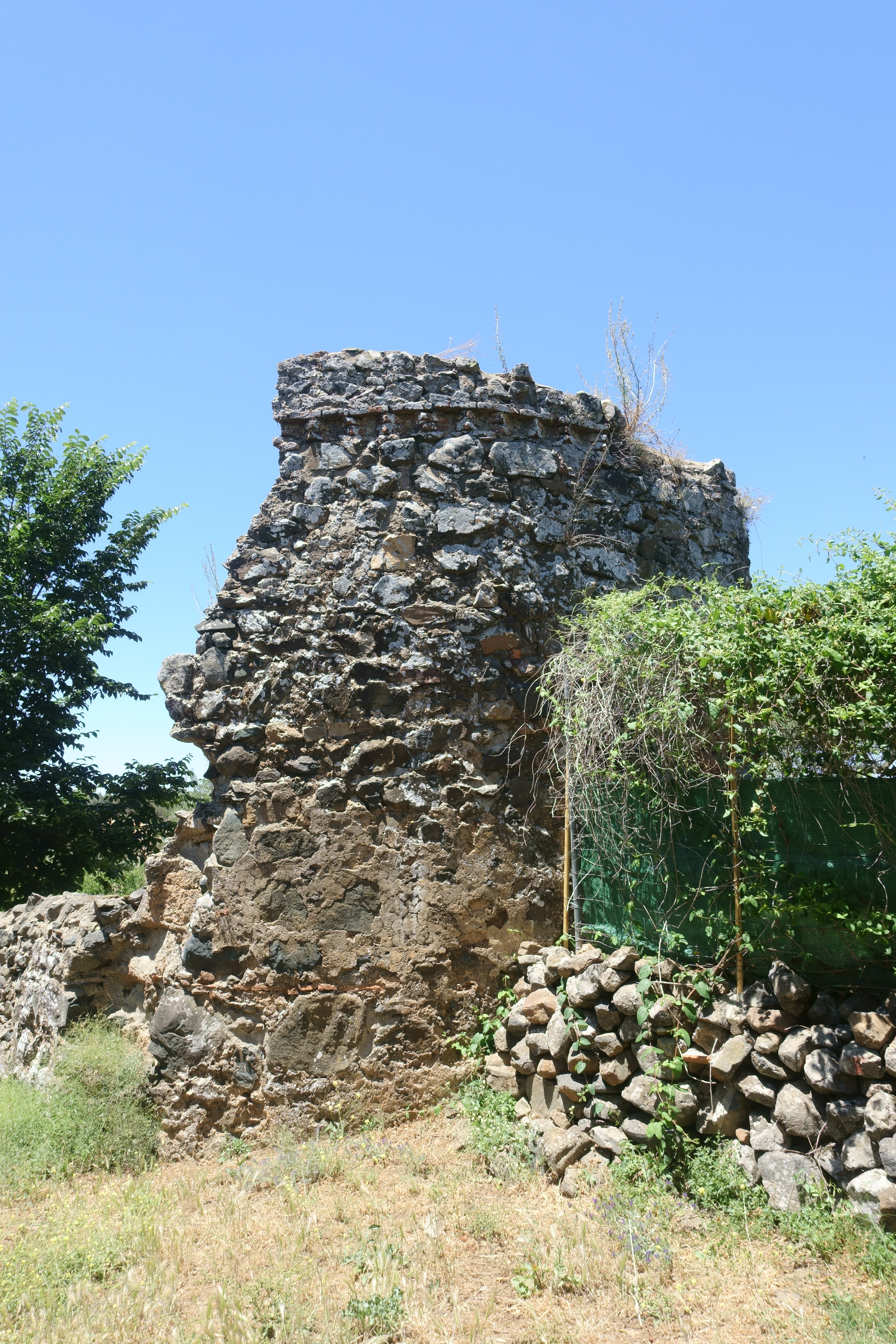
Ruine der Magdalenenkapelle
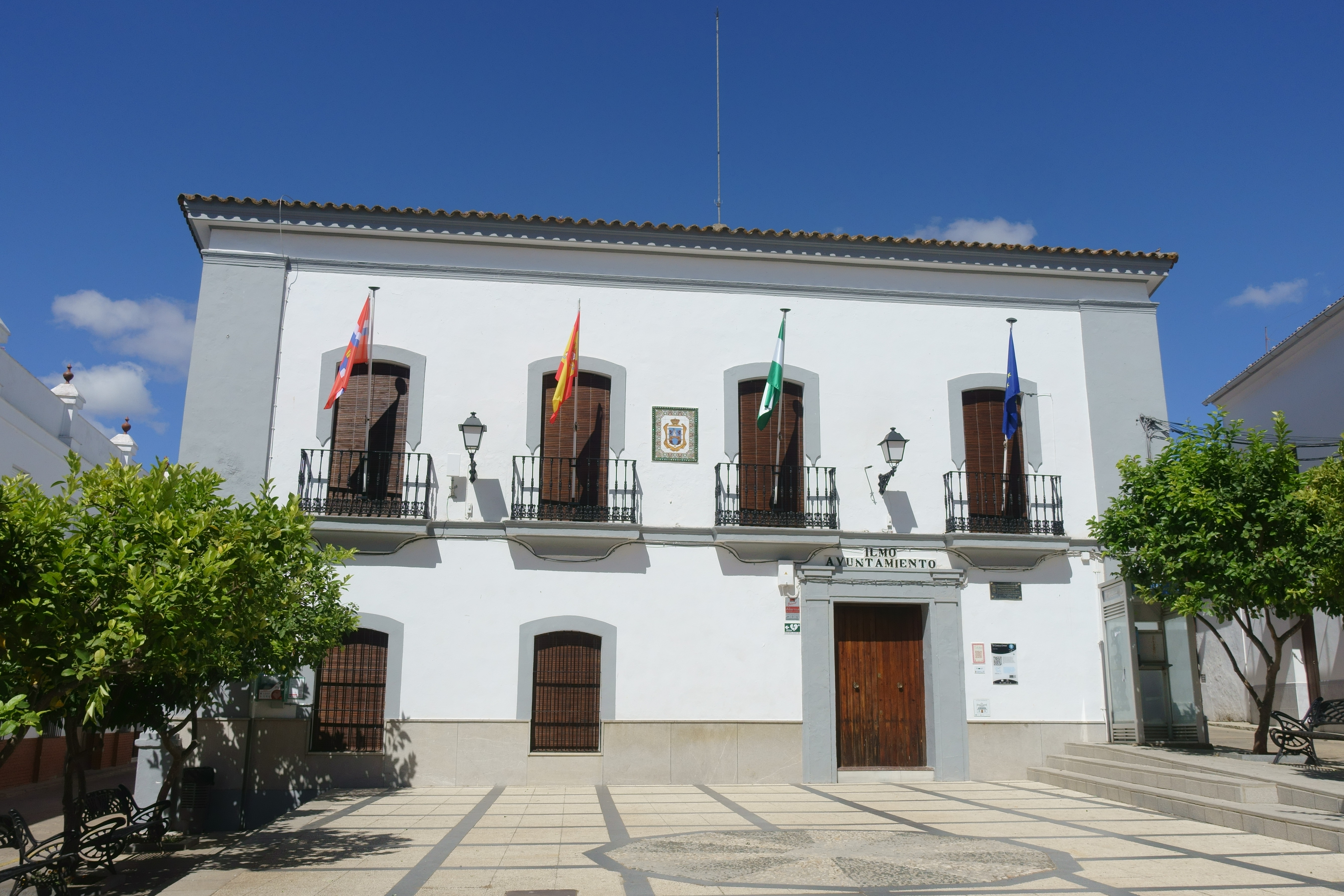
Rathaus